# Rum Punch
Rum Punch é um romance de 1992, de autoria do escritor estadunidense Elmore Leonard. Mais tarde, foi adaptada para o cinema pelo diretor Quentin Tarantino, que alterou algumas personagens e o enredo.[carece de fontes?] O filme foi lançado em 1997, como Jackie Brown.
Os personagens Ordell Robbie e Louis Gara apareceram, primeiramente, em outro romance de Leonard, The Switch.

## Sinopse
Desenrolada em West Palm Beach e Miami, Rum Punch segue Jackie Burke, uma aeromoça de 44 anos, que tem trazido dinheiro para o país a mando do traficante de armas Ordell Robbie — cujo apelido, "Whitebread", vem do fato de ele ter pele branca. Quando os policiais tentam usar Jackie para chegarem à Ordell, ela arma um plano — com a ajuda do agente de fiança Max Cherry — para ficar com o dinheiro para si.